# 1-Hexadecanol
1-Hexadecanol, auch Cetylalkohol, Hexadecan-1-ol oder Palmitylalkohol genannt, ist ein langkettiger, einwertiger Alkohol, der zur Gruppe der Fettalkohole gezählt wird.

## Geschichte und Vorkommen

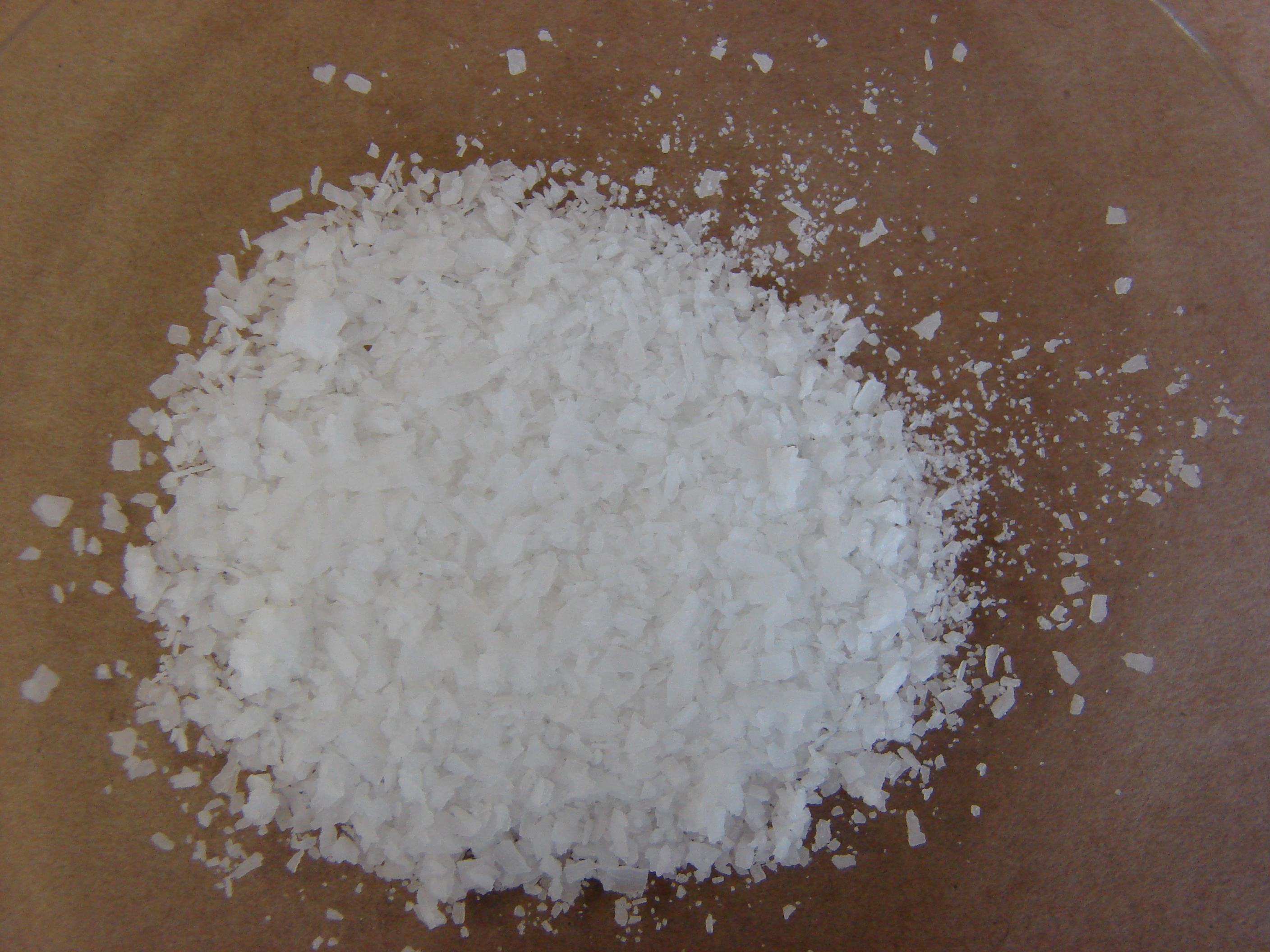
Walrat, in dem Cetylalkohol 1817 nach Hydrolyse entdeckt wurde

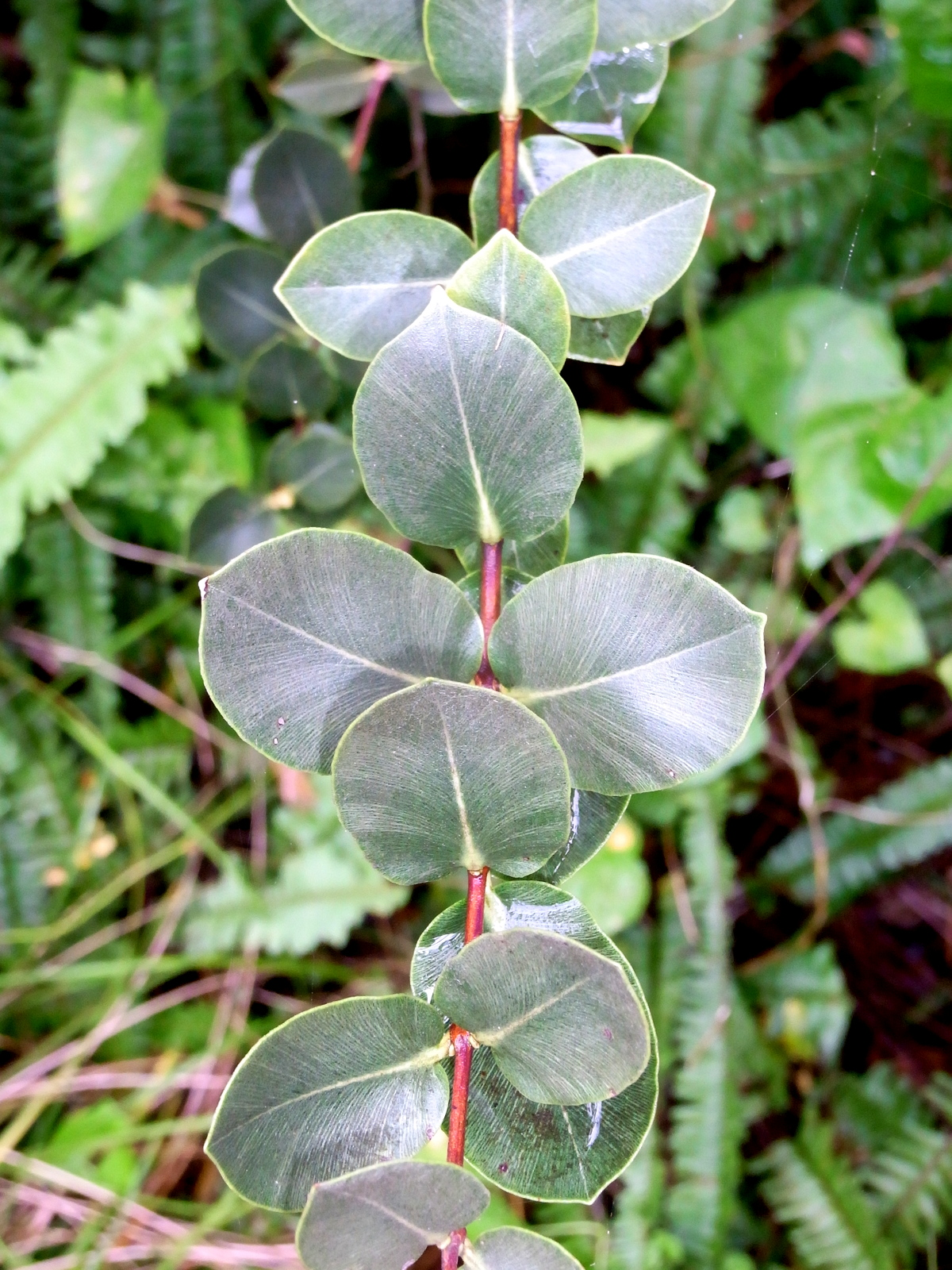
Pflanzlich kommt Cetylalkohol z. B. in Metrosideros nervulosa (Bergrose) vor

Cetylalkohol wurde 1817 vom französischen Chemiker Michel Eugène Chevreul entdeckt. Als er Walrat mit Pottasche erhitzte, kondensierten Cetylalkoholplättchen. Von lateinisch Cetacea = Wal leitet sich die Bezeichnung Cetylalkohol ab. In Pflanzen wurde Cetylalkohol in Eisenhölzern (Metrosideros nervulosa), Gewürzvanille (Vanilla planifolia), Jalape (Ipomoea purga), der Indischen Lotosblume (Nelumbo nucifera), Tabak (Nicotiana tabacum), Arten der Gattung Smilax und Stechginster (Ulex europaeus) nachgewiesen.

## Gewinnung und Darstellung
Mit dem Niedergang des Walfangs verlor auch die Herstellung aus Walrat an Bedeutung. Heute fällt Cetylalkohol als Endprodukt in der Erdölverarbeitung an oder wird aus Palmöl oder Kokosöl durch Hydrierung der Fettsäure Palmitinsäure hergestellt.

## Verwendung
Cetylalkohol wird in der Kosmetikindustrie als Konsistenzgeber und Emolliens (weichmachende, glättende Substanz) eingesetzt. Zur Herstellung von Gesichtscremes wird Cetylalkohol in Kombination mit Emulgatoren als Konsistenzgeber eingesetzt. Als lipophiler, wasserunlöslicher Fettalkohol ist Cetylalkohol kein Tensid; er wird als Rohmaterial für die Herstellung von nichtionischen Tensiden und anionischen Tensiden (z. B. Fettalkoholsulfat, Alkylethersulfat) eingesetzt, die in Waschmitteln bzw. in kosmetischen Produkten Anwendung finden.
Im 20. Jahrhundert gab es in Australien Entwicklungsarbeiten an einem Verfahren, um mittels einer versprühten Lösung von Hexadecanol auf der Wasseroberfläche von offenen Reservoirs eine filmartige dünne Haut zu erzeugen, die einen hohen Verdunstungsschutz bewirkte. Anwendungen dieser Art sind aus den Trockengebieten von Südafrika in der zweiten Hälfte des 20. Jahrhunderts bekannt.